# Eucalyptus youngiana
Eucalyptus youngiana är en myrtenväxtart som beskrevs av Ferdinand von Mueller. Eucalyptus youngiana ingår i släktet Eucalyptus och familjen myrtenväxter. Inga underarter finns listade i Catalogue of Life.